# Клетно (Ленинградская область)
Кле́тно — деревня в Гатчинском муниципальном округе Ленинградской области.

## История
Впервые упоминается в Писцовой книге Водской пятины 1500 года как деревня Клетно на реце на Аредежи в Никольском Суйдовском погосте Копорского уезда.
Затем как пустоши Kletno Bolsoie Ödhe и Kletno Mensoie Ödhe в Суйдовском погосте в шведских «Писцовых книгах Ижорской земли» 1618—1623 годов.
Обозначена на шведской «Генеральной карте провинции Ингерманландии» 1704 года как деревня Klätno.
В конце XIX века деревня административно относилась к Лисинской волости 2-го стана Царскосельского уезда Санкт-Петербургской губернии, в начале XX века — 4-го стана.

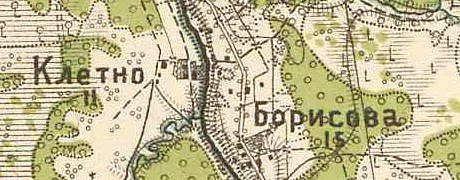
План деревни Клетно. 1913 год

В 1913 году деревня насчитывала 11 дворов.
Согласно данным переписи населения СССР 1926 года в деревне Клетно Введенского сельсовета Лисинской волости Троцкого уезда проживали 92 человека, русские и финны.

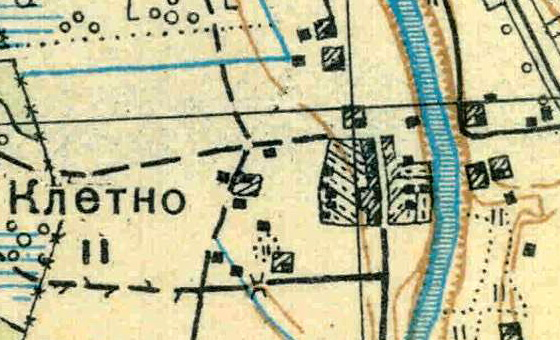
План деревни Клетно. 1931 год

Согласно топографической карте 1931 года деревня также насчитывала 11 дворов. 
По данным 1933 года деревня Клетно входила в состав Слудицкого сельсовета Красногвардейского района.
Деревня была освобождена от немецко-фашистских оккупантов 30 января 1944 года.
По данным 1966, 1973 и 1990 годов деревня Клетно входила в состав Минского сельсовета.
В 1997 году в деревне проживал 21 человек, в 2002 году — 17 человек (русские — 82%), в 2007 году — 16.

## География
Деревня расположена в юго-восточной части района на автодороге 41К-105 (Мины — Новинка).
Расстояние до административного центра поселения, посёлка городского типа Вырица — 18 км.
Расстояние до ближайшей железнодорожной станции Слудицы — 9 км.
Деревня находится на правом берегу реки Оредеж, к востоку от станции Слудицы.

## Демография
| 2007 | 2010 | 2017 |
| ---- | ---- | ---- |
| 16   | ↘9   | ↘6   |

### Национальный состав
Согласно данным Всероссийской переписи населения 2021 года в деревне проживали 3 человека, все русские.